# Diopsied
Het mineraal diopsied is een calcium-magnesium-inosilicaat, een chemische verbinding van twee inosilicaationen met calcium en magnesium, met de chemische formule CaMgSi2O6. Het behoort tot de clinopyroxenen. Het is kleurloos, blauw, grijs, bruin of groen en heeft een groenwitte streepkleur, een glasglans en een goede splijting volgens het kristalvlak [110]. De massadichtheid is 3,4 kg/dm3, de hardheid is 6, het kristalstelsel is monoklien en het mineraal is niet radioactief. Diopsied is een van de meest voorkomende pyroxenen in mafisch en ultramafisch stollings- en metamorf gesteente. Het wordt onder andere in het Aostadal in Italië gevonden.

## Websites
- Diopside Mineral Data
- Merriam-Webster. diopside. met etymologie
- Diopside How did Diopside get its Name?
- Crystal Council. Diopside.
- Mineralogy of Wales. Diopside. met literatuurlijst